# Joey Godee
Joey Godee, né le 6 août 1989 à Utrecht, est un footballeur néerlandais qui évolue au poste d'attaquant au FC Dordrecht.

## Biographie
Joey Godee commence à jouer au football au USV Elinkwijk, mais il passe ensuite par des clubs plus prestigieux tels que le PSV Eindhoven et l'Ajax pour suivre sa formation.
Il lance sa carrière professionnelle avec le Sparta Rotterdam en 2008. Il y joue 75 matchs en 4 saisons, marquant 14 buts.
De 2013 à 2015, il joue pour le Cercle Bruges KSV, dont une saison (2013-2014) en prêt chez les Go Ahead Eagles.
Il est le fils de l'entraîneur Edwin Godee.